# Муйнакский район
Муйна́кский район (тума́н) (узб. Moʻynoq tumani / Мўйноқ тумани, каракалп. Moynaq rayonı / Мойнақ районы) — административная единица в Республике Каракалпакстан (Узбекистан). Административный центр — город Муйнак.

## История
Муйнакский район был образован 19 сентября 1931 года. В 1963 году район был упразднён, а в 1964 году восстановлен.
С 1942 по 1992 годы на острове Возрождения в Аральском море (на части территории острова, входящей в Муйнакский район Каракалпакстана) действовал военный биохимический полигон с условным наименованием «Бархан». Официальное название — 52-я полевая научно-исследовательская лаборатория (ПНИЛ-52).

## Административно-территориальное деление
По состоянию на 1 января 2011 года в состав района входят:
- Город районного подчинения Муйнак.
- 6 сельских сходов граждан:

1. Бозатау,
2. Казахдарья,
3. Мадели,
4. Тикузяк,
5. Учсай,
6. Хаким-Ата.

## География
Муйнакский район расположен в северной части Республики Каракалпакстан (суверенная республика в составе Республики Узбекистан), которая, в свою очередь, расположена в северо-западной части Узбекистана.
Район с севера и частично с северо-востока через Аральское море граничит с Казахстаном, с запада и юго-запада — с Кунградским, с востока — с Тахтакупырским, с юга — с Кегелийским, Чимбайским и Караузякским районами Каракалпакстана.
Официальная площадь территории района составляет 37 900 км², но в последние десятилетия из-за снижения уровня Аральского моря площадь территории района резко увеличивается.
По занимаемой площади Муйнакский район занимает второе место (на первом месте — Кунградский район с площадью 74 400 км²) среди районов Каракалпакстана. География Муйнакского района является достаточно однообразной и основную часть территорий занимают пустыни, степи и солончаки, а также часть Аральского моря.

## Природа

### Климат
Климат территории района является резко континентальным, с жарким и сухим летом при достаточно холодной зиме. Среднегодовая температура составляет +14,5 °C (средняя температура января равна —7,4 °C, средняя температура июля — +26,3 °C). Абсолютный минимум температуры составил —28 °C, абсолютный температурный максимум — +60 °C.
В среднем на территории района выпадает 150—180 мм осадков за год (основная часть осадков выпадает весной и осенью). Вегетационный период длится 210—213 дней.

## Известные уроженцы
- Тлеуберген Купбатулла улы Джиемуратов (1915—1990) — народный поэт Каракалпакской АССР, народный поэт Узбекской ССР.
- Аяпберген Мусаев (1880—1936) — народный поэт Каракалпакской АССР.

## Хокимы
В марте 2022 года на внеочередной сессии Муйнакского районного Кенгаша народных депутатов, Бахтияр Менглибеков был назначен хокимом Муйнакского района. До своего назначения, исполнял обязанности помощника хокима, отвечающего за вопросы развития предпринимательства, трудоустройства и борьбы с бедностью в сельской местности «Мадели» Муйнакского района.